# Полянка (Вілейський район)
Полянка (біл. вёска Палянка) — село в складі Вілейського району Мінської області, Білорусь. Село підпорядковане Хотеньчицькій сільській раді, розташоване в північній частині області.

## Історія
У 1921–1945 роках село знаходилось у Польщі, у Вільнюській губернії, Вілейського повіту, гміні Хотеньчиці.

## Населення
- 1921 рік - 23 люди, 3 будинки[1].
- 1931 рік - 25 люди, 5 будинки[2].